# Bătalia pentru Nyala
Bătălia pentru Nyala a fost o bătălie între RSF (Forțele de Sprijin Rapid) și Forțele Armate ale Sudanului în cadrul războiului civil din Sudan (2023–prezent). Forțele de Sprijin Rapid au anunțat cucerirea orașul Nyala.